# Indien i olympiska sommarspelen 1988
Indien deltog i de olympiska sommarspelen 1988, men ingen av landets deltagare erövrade någon medalj.

## Boxning
| Boxare               | Gren       | 32-delsfinal         | Sextondelsfinal                | Åttondelsfinal             | Kvartsfinal          | Semifinal            | Final                |
| Boxare               | Gren       | Motståndare Resultat | Motståndare Resultat           | Motståndare Resultat       | Motståndare Resultat | Motståndare Resultat | Motståndare Resultat |
| -------------------- | ---------- | -------------------- | ------------------------------ | -------------------------- | -------------------- | -------------------- | -------------------- |
| Shahuraj Birajdar    | Bantamvikt |                      | Ayewoubo Akomatsri (TOG) W 5-0 | Kennedy McKinney (USA) WO  | Gick inte vidare     | Gick inte vidare     | Gick inte vidare     |
| John William Francis | Fjädervikt |                      | Dong Liu (CHN) L 2-3           | Gick inte vidare           | Gick inte vidare     | Gick inte vidare     | Gick inte vidare     |
| Manoj Pingale        | Flugvikt   |                      | Joseph Chongo (ZAM) W 5-0      | Mario Gonzalez (MEX) L 1-4 | Gick inte vidare     | Gick inte vidare     | Gick inte vidare     |

## Bågskytte
| Bågskytt                           | Gren                   | Rankningsomgång | Rankningsomgång | Åttondelsfinal   | Åttondelsfinal   | Kvartsfinal      | Kvartsfinal      | Semifinal        | Semifinal        | Final            | Final            |
| Bågskytt                           | Gren                   | Poäng           | Placering       | Poäng            | Placering        | Poäng            | Placering        | Poäng            | Placering        | Poäng            | Placering        |
| ---------------------------------- | ---------------------- | --------------- | --------------- | ---------------- | ---------------- | ---------------- | ---------------- | ---------------- | ---------------- | ---------------- | ---------------- |
| Shyam Lal                          | Herrarnas individuella | 1150            | 71              | Gick inte vidare | Gick inte vidare | Gick inte vidare | Gick inte vidare | Gick inte vidare | Gick inte vidare | Gick inte vidare | Gick inte vidare |
| Limba Ram                          | Herrarnas individuella | 1232            | 39              | Gick inte vidare | Gick inte vidare | Gick inte vidare | Gick inte vidare | Gick inte vidare | Gick inte vidare | Gick inte vidare | Gick inte vidare |
| Sanjeeva Singh                     | Herrarnas individuella | 1233            | 36              | Gick inte vidare | Gick inte vidare | Gick inte vidare | Gick inte vidare | Gick inte vidare | Gick inte vidare | Gick inte vidare | Gick inte vidare |
| Shyam Lal Limba Ram Sanjeeva Singh | Herrarnas lagtävling   | 3615            | 20              | Gick inte vidare | Gick inte vidare | Gick inte vidare | Gick inte vidare | Gick inte vidare | Gick inte vidare | Gick inte vidare | Gick inte vidare |

## Friidrott
| Idrottare                                                                         | Gren                           | Heat    | Heat      | Omgång 2 | Omgång 2  | Semifinal        | Semifinal        | Final            | Final            |
| Idrottare                                                                         | Gren                           | Tid     | Placering | Tid      | Placering | Tid              | Placering        | Tid              | Placering        |
| --------------------------------------------------------------------------------- | ------------------------------ | ------- | --------- | -------- | --------- | ---------------- | ---------------- | ---------------- | ---------------- |
| Mercy Alapurackal                                                                 | Damernas 400 meter             | 53,41   | 26        | 53,93    | 30        | Gick inte vidare | Gick inte vidare | Gick inte vidare | Gick inte vidare |
| Shiny Kurisingal Abraham                                                          | Damernas 800 meter             | 2:03,26 | 18        |          |           | Gick inte vidare | Gick inte vidare | Gick inte vidare | Gick inte vidare |
| Pilavullakandi Thekkeparambil Usha                                                | Damernas 400 meter häck        | 59,55   | 31        |          |           | Gick inte vidare | Gick inte vidare | Gick inte vidare | Gick inte vidare |
| Mercy Alapurackal Shiny Kurisingal Abraham Vandana Pandurang Shanbagh Vandana Rao | Damernas 4 x 400 meter stafett | 3:33,46 | 7         |          |           |                  |                  | Gick inte vidare | Gick inte vidare |

## Landhockey
Herrar
Gruppspel
| Lag            | Spelade | W | D | L | GF | GA | Poäng |
| -------------- | ------- | - | - | - | -- | -- | ----- |
| Västtyskland   | 5       | 4 | 1 | 0 | 13 | 3  | 9     |
| Storbritannien | 5       | 3 | 1 | 1 | 12 | 5  | 7     |
| Indien         | 5       | 2 | 1 | 2 | 9  | 7  | 5     |
| Sovjetunionen  | 5       | 2 | 1 | 2 | 5  | 10 | 5     |
| Sydkorea       | 5       | 0 | 2 | 3 | 5  | 10 | 2     |
| Kanada         | 5       | 0 | 2 | 3 | 3  | 12 | 2     |

## Tennis
| Spelare        | Gren       | Omgång 1                                      | Åttondelsfinaler                   | Kvartsfinaler     | Semifinaler       | Final / BM        | Final / BM       |
| Spelare        | Gren       | Motståndare Poäng                             | Motståndare Poäng                  | Motståndare Poäng | Motståndare Poäng | Motståndare Poäng | Placering        |
| -------------- | ---------- | --------------------------------------------- | ---------------------------------- | ----------------- | ----------------- | ----------------- | ---------------- |
| Zeeshan Ali    | Herrsingel | Victo Caballero (PAR) W 6-3, 6-4, 6-2         | Jakob Hlasek (SUI) L 6-4, 7-5, 7-5 | Gick inte vidare  | Gick inte vidare  | Gick inte vidare  | Gick inte vidare |
| Vijay Amritraj | Herrsingel | Henri Leconte (FRA) L 4-6, 6-4, 6-4, 3-6, 6-3 | Gick inte vidare                   | Gick inte vidare  | Gick inte vidare  | Gick inte vidare  | Gick inte vidare |